# Distrikt Sarhua

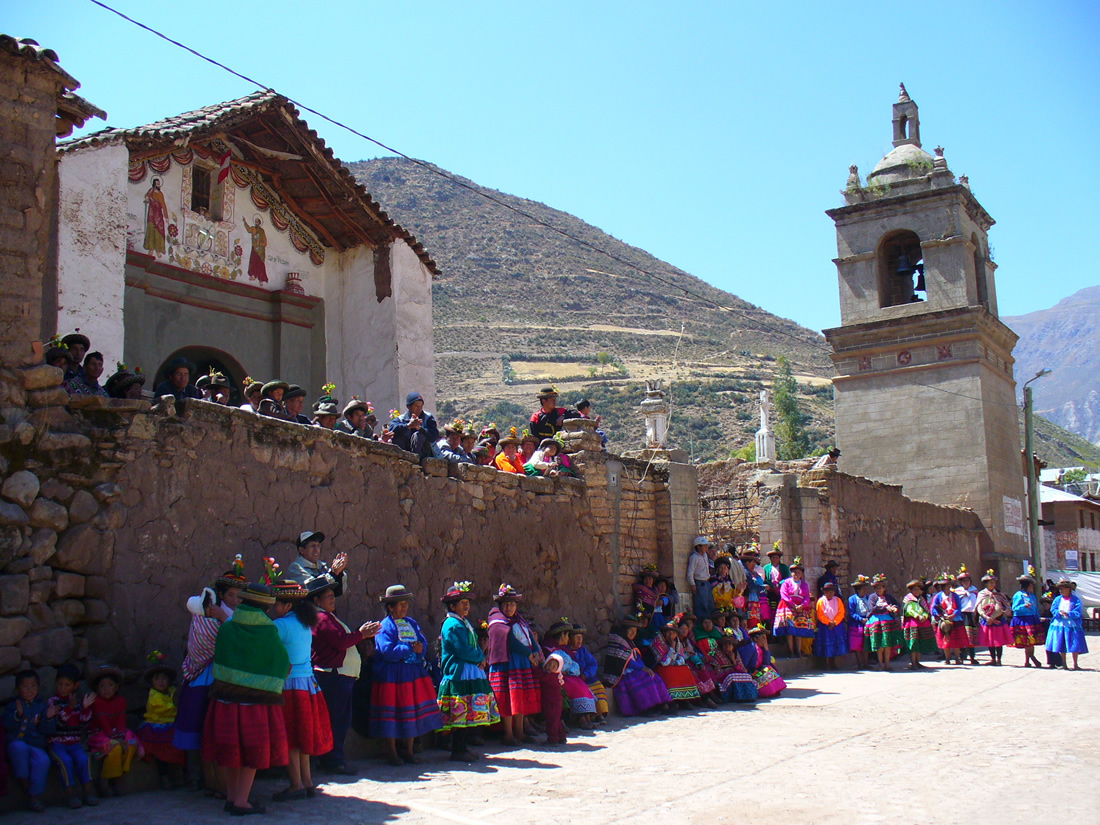
Kirche in Sarhua

Der Distrikt Sarhua liegt in der Provinz Víctor Fajardo in der Region Ayacucho in Südzentral-Peru. Der Distrikt wurde am 14. November 1910 gegründet. Er besitzt eine Fläche von 379 km². Beim Zensus 2017 wurden 2692 Einwohner gezählt. Im Jahr 1993 lag die Einwohnerzahl bei 3002, im Jahr 2007 bei 2985. Sitz der Distriktverwaltung ist die 2982 m hoch gelegene Ortschaft Sarhua mit 1350 Einwohnern (Stand 2017). Sarhua liegt knapp 30 km westnordwestlich der Provinzhauptstadt Huancapi. 7 km westnordwestlich von Sarhua befindet sich der archäologische Fundplatz Pukara.

## Geographische Lage
Der Distrikt Sarhua liegt im Andenhochland im Westen der Provinz Víctor Fajardo. Der Distrikt wird im Norden von dem nach Osten strömenden Río Pampas sowie im Osten von dessen Nebenfluss Río Caracha begrenzt.
Der Distrikt Sarhua grenzt im Westen an den Distrikt Vilcanchos, im Norden an den Distrikt Chuschi (Provinz Cangallo), im Osten an den Distrikt Huamanquiquia sowie im Süden an die Distrikte Carapo und Santiago de Lucanamarca (beide in der Provinz Huanca Sancos).

## Ortschaften
Neben dem Hauptort gibt es folgende größere Ortschaften im Distrikt:
- Aparo
- Auquilla (215 Einwohner)
- Chuqui Huarcaya (269 Einwohner)
- Cosibamba
- San Antonio Ccechahua
- Tomancca (450 Einwohner)